# Paccianus (wysłannik Sulli)
Paccianus – wysłannik Sulli znany z żywota Sertoriusza pióra Plutarcha (Plutarch, Sertorius, 9). Gdy Sertoriusz przeprawił się do Mauretanii, by pomóc walczącym przeciw Ascalisowi chcącemu odzyskać władzę nad tym krajem, Sulla wysłał na pomoc Ascalisowi armię pod dowództwem Paccianusa. Paccianus przegrał jednak bitwę z przeciwnikami Ascalisa, do których dołączył Sertoriusz. Sertoriusz kazał zabić Paccianusa i zebrać jego żołnierzy ocalałych po bitwie, a następnie zajął miasto Tingis, w którym schronił się Ascalis.